# Arpajon
Arpajon  [aʁpaʒɔ̃] je francouzské město v departementu Essonne, v regionu Île-de-France, 30 kilometrů jihozápadně od Paříže.

## Geografie
Sousední obce: Ollainville, Saint-Germain-lès-Arpajon, La Norville, Égly a Avrainville.
Leží na soutoku řek Rémarde a Orge.

## Vývoj počtu obyvatel
Počet obyvatel

## Slavní obyvatelé
- Corbinien de Freising, biskup a světec
- Edouard Jean-Baptiste Milhaud, generál
- Charles Truche, mikrobiolog
- Moustache, komik

## Partnerská města
- Freising